# Contea di Capo Bretone
La contea di Capo Bretone è una contea della Nuova Scozia in Canada. Al 2006 contava una popolazione di 109.330 abitanti.